# Pardasena minorella
Pardasena minorella är en fjärilsart som beskrevs av Walker 1866. Pardasena minorella ingår i släktet Pardasena och familjen trågspinnare. Inga underarter finns listade i Catalogue of Life.